# Musikjahr 2010
Liste der Musikjahre

◄◄ | ◄ | 2006 | 2007 | 2008 | 2009 | Musikjahr 2010 | 2011 | 2012 | 2013 | 2014 | ► | ►►

Weitere Ereignisse
Dieser Artikel behandelt das Musikjahr 2010.
Zu den erfolgreichsten Künstlern gehörte – sowohl national, als auch international – die US-Amerikanerin Lady Gaga, die mit dem Album The Fame / The Fame Monster bzw. Liedern daraus sowohl in den Charts reüssierte als auch bei Preisverleihungen. Die wohl berühmteste verstorbene Musiker des Jahres war Ronnie James Dio, Hard-Rock- und Heavy-Metal-Sänger der Bands Elf, Rainbow, Black Sabbath, Dio und Heaven and Hell und in diesem Bereich der Musik einer der bedeutendsten Vertreter. Die erfolgreichste Single in Deutschland war Somewhere over the Rainbow / What a Wonderful World von Israel Kamakawiwoʻole.

## Ereignisse

### Populäre Musik
- 29. Mai: Die 19-jährige Lena Meyer-Landrut gewinnt in Oslo mit dem Lied Satellite für Deutschland die 55. Auflage des Eurovision Song Contest. Es ist nach Ein bißchen Frieden von Nicole im Jahr 1982 der zweite deutsche ESC-Sieg.
- 24. Juli: Bei der Loveparade in Duisburg kommt es zu einer Massenpanik, in deren Folge 21 Menschen zu Tode kommen und mindestens 652 verletzt werden.
- 02. September: Die britische Rockband Supertramp startet in Halle (Westf.) ihre 70–10 Tour.

### Klassische Musik und Musiktheater
- 01. März: Das Monodrama bzw. die Oper für eine einzige Sängerin in neun Szenen Émilie von Kaija Saariaho (Musik) mit einem Libretto von Amin Maalouf über das Leben der französischen Mathematikerin, Physikerin, Philosophin und Übersetzerin Émilie du Châtelet wird in der Opéra National de Lyon uraufgeführt.
- 20. März: Einen Tag vor Johann Sebastian Bachs 325. Geburtstag wird das Bach-Museum Leipzig durch den deutschen Bundespräsidenten Horst Köhler wiedereröffnet.
- 21. März: Wolfgang Wagner, langjähriger Leiter der Richard-Wagner-Festspiele, stirbt in Bayreuth.
- 23. April: Uraufführung der Compilation-Show Weiblich, 45 plus na und?! Wechseljahre am Theater im Rathaus in Essen, später umbenannt in Heiße Zeiten – Die Wechseljahre-Revue
- 30. Oktober: Das Musical Soldaat van Oranje von Tom Harriman (Musik), Pamela Phillips Oland und Frans van Deursen (Liedtexte) sowie Roger Allers und Irene Mecchi (Buch), basierend auf der realen Geschichte des niederländischen Widerstandskämpfers Erik Hazelhoff Roelfzema, wird im TheaterHangaar auf dem Militärflugplatz Valkenburg uraufgeführt.
- 28. November: Uraufführung von Benzin im Theater Chemnitz, einer 1929 komponierten Oper von Emil Nikolaus von Reznicek nach seinem eigenen Libretto frei nach Calderón de la Barcas Stück Über allem Zauber Liebe (El mayor encanto, amor)
- 09. Dezember: Uraufführung des Musicals Matilda von Tim Minchin (Musik) und Dennis Kelly (Buch), basierend auf dem Kinderroman Matilda von Roald Dahl, in Stratford-upon-Avon

## Musikcharts

### Deutschland
| Singles                                                                   | Position | Alben                                  |
| ------------------------------------------------------------------------- | -------- | -------------------------------------- |
|                                                                           |          |                                        |
| Somewhere over the Rainbow / What a Wonderful World Israel Kamakawiwoʻole | 1        | Große Freiheit Unheilig                |
| Waka Waka (This Time for Africa) Shakira feat. Freshlyground              | 2        | Tattoos Peter Maffay                   |
| Satellite Lena Meyer-Landrut                                              | 3        | The Fame / The Fame Monster Lady Gaga  |
| Geboren um zu leben Unheilig                                              | 4        | Gute Reise Ich + Ich                   |
| We No Speak Americano Yolanda Be Cool & DCUP                              | 5        | My Cassette Player Lena                |
| Wavin’ Flag K’naan                                                        | 6        | A Curious Thing Amy Macdonald          |
| Alors on danse Stromae                                                    | 7        | Rock Symphonies David Garrett          |
| Wonderful Life Hurts                                                      | 8        | Alles kann besser werden Xavier Naidoo |
| I Like Keri Hilson                                                        | 9        | Best of Helene Fischer Helene Fischer  |
| Tik Tok Kesha                                                             | 10       | Schwerelos Andrea Berg                 |

Die längsten Nummer-eins-Singles
Lieder, die die meiste Zeit während eines anderen Jahres auf Platz 1 der Charts verbrachten, werden hier nicht aufgeführt.
1. Israel Kamakawiwoʻole – Somewhere over the Rainbow / What a Wonderful World (12 Wochen)
2. Yolanda Be Cool & DCUP – We No Speak Americano (7 Wochen)
3. Kesha – Tik Tok, Lena Meyer-Landrut – Satellite, Shakira feat. Freshlyground – Waka Waka (This Time for Africa) (jeweils 6 Wochen)

Die längsten Nummer-eins-Alben
Alben, die die meiste Zeit während eines anderen Jahres auf Platz 1 der Charts verbrachten, werden hier nicht aufgeführt.
1. Unheilig – Große Freiheit (23 Wochen)
2. Lady Gaga – The Fame / The Fame Monster, Lena Meyer-Landrut – My Cassette Player (jeweils 4 Wochen)
3. Peter Maffay – Tattoos; Amy Macdonald – A Curious Thing (jeweils 3 Wochen)

Alle Nummer-eins-Hits und die Hits des Jahres

### Österreich
| Singles                                                      | Position | Alben                                                        |
| ------------------------------------------------------------ | -------- | ------------------------------------------------------------ |
|                                                              |          |                                                              |
| We No Speak Americano! Yolanda Be Cool vs. DCUP              | 1        | The Fame Lady Gaga                                           |
| Waka Waka (This Time for Africa) Shakira feat. Freshlyground | 2        | One Love David Guetta                                        |
| Wavin’ Flag K’naan                                           | 3        | Große Freiheit Unheilig                                      |
| Love the Way You Lie Eminem feat. Rihanna                    | 4        | Recovery Eminem                                              |
| Alors on danse Stromae                                       | 5        | Kiddy Contest Vol. 16 Kiddy Contest Kids                     |
| TiK ToK Kesha                                                | 6        | Herzwerk Andreas Gabalier                                    |
| Stereo Love Edward Maya & Vika Jigulina                      | 7        | The Spirit Never Dies Falco                                  |
| Geboren um zu leben Unheilig                                 | 8        | Neujahrskonzert 2010 Wiener Philharmoniker / Georges Prêtre  |
| Bad Romance Lady Gaga                                        | 9        | Neue Helden braucht das Land Erste Allgemeine Verunsicherung |
| Alejandro Lady Gaga                                          | 10       | A Thousand Suns Linkin Park                                  |

Die längsten Nummer-eins-Singles
Lieder, die die meiste Zeit während eines anderen Jahres auf Platz 1 der Charts verbrachten, werden hier nicht aufgeführt.
1. Kesha – Tik Tok (9 Wochen)
2. Yolanda Be Cool & DCUP – We No Speak Americano (7 Wochen)
3. Shakira feat. Freshlyground – Waka Waka (This Time for Africa) (6 Wochen)

Die längsten Nummer-eins-Alben
Alben, die die meiste Zeit während eines anderen Jahres auf Platz 1 der Charts verbrachten, werden hier nicht aufgeführt.
1. AC/DC – Iron Man 2 (Soundtrack) (6 Wochen)
2. Kiddy Contest Kids – Kiddy Contest Vol. 16 (5 Wochen)
3. Amy Macdonald – A Curious Thing (4 Wochen)

Alle Nummer-eins-Hits und die Hits des Jahres

### Schweiz
| Singles                                                      | Position | Alben                                              |
| ------------------------------------------------------------ | -------- | -------------------------------------------------- |
|                                                              |          |                                                    |
| Waka Waka (This Time for Africa) Shakira feat. Freshlyground | 1        | The Fame Lady Gaga                                 |
| We No Speak Americano! Yolanda Be Cool vs. DCUP              | 2        | A Curious Thing Amy Macdonald                      |
| Love the Way You Lie Eminem feat. Rihanna                    | 3        | Recovery Eminem                                    |
| Wavin’ Flag K’naan                                           | 4        | Bart aber herzlich Bligg                           |
| Alors on danse Stromae                                       | 5        | The Greatest Hits Sessions Bellamy Brothers & Gölä |
| TiK ToK Kesha                                                | 6        | Heaven – Best of Ballads Part 2 Gotthard           |
| Stereo Love Edward Maya feat. Vika Jigulina                  | 7        | Hoodoo Krokus                                      |
| Alejandro Lady Gaga                                          | 8        | One Love David Guetta                              |
| Break Your Heart Taio Cruz feat. Ludacris                    | 9        | The Element of Freedom Alicia Keys                 |
| Empire State of Mind Jay-Z feat. Alicia Keys                 | 10       | Große Freiheit Unheilig                            |

Die längsten Nummer-eins-Singles
Lieder, die die meiste Zeit während eines anderen Jahres auf Platz 1 der Charts verbrachten, werden hier nicht aufgeführt.
1. Kesha – Tik Tok (9 Wochen)
2. Yolanda Be Cool & DCUP – We No Speak Americano; Eminem feat. Rihanna – Love the Way You Lie; Stromae – Alors on danse (jeweils 5 Wochen)
3. K’naan – Wavin’ Flag; Shakira feat. Freshlyground – Waka Waka (This Time for Africa); Shakira feat. El Cata – Loca (jeweils 4 Wochen)

Die längsten Nummer-eins-Alben
Alben, die die meiste Zeit während eines anderen Jahres auf Platz 1 der Charts verbrachten, werden hier nicht aufgeführt.
1. Eminem – Recovery (9 Wochen)
2. Bellamy Brothers & Gölä – The Greatest Hits Sessions; Lady Gaga – The Fame (jeweils 6 Wochen)
3. Amy Macdonald – A Curious Thing (5 Wochen)

Alle Nummer-eins-Hits und die Hits des Jahres

### Vereinigtes Königreich
| Singles                                         | Position | Alben                                     |
| ----------------------------------------------- | -------- | ----------------------------------------- |
|                                                 |          |                                           |
| Love the Way You Lie Eminem feat. Rihanna       | 1        | Progress Take That                        |
| When We Collide Matt Cardle                     | 2        | Crazy Love Michael Bublé                  |
| Just the Way You Are (Amazing) Bruno Mars       | 3        | The Fame Lady Gaga                        |
| Only Girl (In the World) Rihanna                | 4        | Loud Rihanna                              |
| OMG Usher feat. Will.i.am                       | 5        | The Defamation of Strickland Banks Plan B |
| Fireflies Owl City                              | 6        | Sunny Side Up Paolo Nutini                |
| Airplanes B.o.B feat. Hayley Williams           | 7        | The Element of Freedom Alicia Keys        |
| California Gurls Katy Perry feat. Snoop Dogg    | 8        | Lungs Florence and the Machine            |
| We No Speak Americano! Yolanda Be Cool vs. DCUP | 9        | Recovery Eminem                           |
| Pass Out Tinie Tempah                           | 10       | Sigh No More Mumford & Sons               |

Die längsten Nummer-eins-Singles
Lieder, die die meiste Zeit während eines anderen Jahres auf Platz 1 der Charts verbrachten, werden hier nicht aufgeführt.
1. Owl City – Fireflies; Roll Deep – Good Times; Matt Cardle – When We Collide (jeweils 3 Wochen)

Alle weiteren Lieder waren entweder eine oder zwei Wochen auf Platz 1 gelistet.
Die längsten Nummer-eins-Alben
Alben, die die meiste Zeit während eines anderen Jahres auf Platz 1 der Charts verbrachten, werden hier nicht aufgeführt.
1. Lady Gaga – The Fame / The Fame Monster; Eminem – Recovery; Take That – Progress (jeweils 7 Wochen)
2. Paolo Nutini – Sunny Side Up, Boyzone – Brother (jeweils 3 Wochen)

Alle weiteren Alben waren entweder eine oder zwei Wochen auf Platz 1 gelistet.
Alle Nummer-eins-Hits und die Hits des Jahres

### Vereinigte Staaten
| Singles                                      | Position | Alben                          |
| -------------------------------------------- | -------- | ------------------------------ |
|                                              |          |                                |
| TiK ToK Kesha                                | 1        | I Dreamed a Dream Susan Boyle  |
| Need You Now Lady Antebellum                 | 2        | Recovery Eminem                |
| Hey, Soul Sister Train                       | 3        | Need You Now Lady Antebellum   |
| California Gurls Katy Perry feat. Snoop Dogg | 4        | The Fame Lady Gaga             |
| OMG Usher feat. Will.i.am                    | 5        | My World 2.0 Justin Bieber     |
| Airplanes B.o.B feat. Hayley Williams        | 6        | My Christmas Andrea Bocelli    |
| Love the Way You Lie Eminem feat. Rihanna    | 7        | Fearless Taylor Swift          |
| Bad Romance Lady Gaga                        | 8        | My World (EP) Justin Bieber    |
| Dynamite Taio Cruz                           | 9        | Speak Now Taylor Swift         |
| Break Your Heart Taio Cruz feat. Ludacris    | 10       | The E.N.D. The Black Eyed Peas |

Die längsten Nummer-eins-Singles
Lieder, die die meiste Zeit während eines anderen Jahres auf Platz 1 der Charts verbrachten, werden hier nicht aufgeführt.
1. Kesha – Tik Tok (9 Wochen)
2. Eminem feat. Rihanna – Love the Way You Lie (7 Wochen)
3. Katy Perry feat. Snoop Dogg – California Gurls (6 Wochen)

Die längsten Nummer-eins-Alben
Alben, die die meiste Zeit während eines anderen Jahres auf Platz 1 der Charts verbrachten, werden hier nicht aufgeführt.
1. Eminem – Recovery (7 Wochen)
2. Susan Boyle – I Dreamed a Dream (6 Wochen)
3. Lady Antebellum – Need You Now; Justin Bieber – My World 2.0; Susan Boyle – The Gift (jeweils 4 Wochen)

Alle Nummer-eins-Hits und die Hits des Jahres

### Charts in weiteren Ländern
Siehe auch: Nummer-eins-Hits 2010 in Argentinien,  Australien, Belgien, Dänemark, Deutschland, Finnland, Frankreich, Griechenland, Irland, Italien, Japan, Kanada, Mexiko, Neuseeland, den Niederlanden, Norwegen, Österreich, Polen, Portugal, Schweden, der Schweiz, Slowakei, Spanien, Südkorea, Tschechien, Ungarn, den Vereinigten Staaten und im Vereinigten Königreich.

## Musikpreise und Ehrungen

### Echo
- Künstler National Rock/Pop: Xavier Naidoo – Alles kann besser werden
- Künstler International Rock/Pop: Robbie Williams – Reality Killed the Video Star
- Künstlerin National Rock/Pop: Cassandra Steen – Darum leben wir
- Künstlerin International Rock/Pop: Lady Gaga – The Fame
- Gruppe National Rock/Pop: Silbermond – Nichts passiert
- Gruppe National Rock/Pop: Depeche Mode – Sounds of the Universe
- Hit des Jahres (national oder international): Lady Gaga – Poker Face
- Album des Jahres (national oder international): Peter Fox – Stadtaffe

### Grammy Awards
- Single des Jahres: Use Somebody von Kings of Leon
- Album des Jahres: Fearless von Taylor Swift
- Song des Jahres: Single Ladies (Put a Ring on It) von Beyoncé
- Bester neuer Künstler: Zac Brown Band

### Juno Awards
- Bester Künstler: K’naan
- Bester Neuer Künstler: Drake (Rapper)
- Beste Gruppe: Metric
- Fan Choice Award: Michael Bublé
- Album des Jahres: Crazy Love von Michael Bublé
- Single des Jahres: Haven't Met You Yet von Michael Bublé
- Canadian Music Hall of Fame: April Wine

### MTV Europe Music Awards
- Bestes Video: California Gurls von Katy Perry
- Bestes Lied: Bad Romance von Lady Gaga
- Beste Künstlerin: Lady Gaga
- Bester Künstler: Justin Bieber
- Bester Newcomer: Kesha

### MTV Video Music Awards
- Video des Jahres: Bad Romance von Lady Gaga
- Best Male Video: Not Afraid von Eminem
- Best Female Video: Bad Romance von Lady Gaga
- Best New Artist: Baby von Justin Bieber (featuring Ludacris)

### Oscar 2010
- Beste Filmmusik: Michael Giacchino – Oben
- Bester Filmsong: Ryan Bingham, T Bone Burnett – The Weary Kind (Crazy Heart)

### Polar Music Prize
- Björk und Ennio Morricone

### Musikwettbewerbe und Castingshows
Eurovision Song Contest
1. Lena Meyer-Landrut: Satellite
2. maNga: We Could Be the Same
3. Paula Seling & Ovi: Playing with Fire
4. Chanée & N’Evergreen: In a Moment like This
5. Safura: Drip Drop

Bundesvision Song Contest
1. Unheilig: Unter deiner Flagge
2. Silly: Alles Rot
3. Ich + Ich feat. Mohamed Mounir: Yasmine
4. Blumentopf: SoLaLa
5. Das Gezeichnete Ich: Du, Es und Ich

Deutschland sucht den Superstar
1. Mehrzad Marashi
2. Menowin Fröhlich
3. Manuel Hoffmann

X Factor (Deutschland)
1. Edita Abdieski
2. Big Soul
3. Mati Gavriel

## Gründungen und Auflösungen

### Gründungen
- Babymetal – japanische Kawaii-Metal-Band
- Bevar Sea – indische Stoner- und Traditional-Doom-Band
- Bökkers – Rockband aus Salland in der niederländischen Provinz Overijssel
- Days of Jupiter – schwedische Hard-Rock-/Metal-Band aus Örnsköldsvik
- Dedublüman – türkische Alternative-Rock-Band
- Electric Callboy – deutsche Metalcore-/Trancecore-Band aus Castrop-Rauxel, Gründung unter dem Bandnamen Eskimo Callboy
- Elvellon – deutsche Symphonic-Metal-Band aus dem niederrheinischen Moers
- Il Volo – italienisches Operatic-Pop-Trio
- Marion & Sobo Band – deutsch-französisch-polnische Band im Bereich Weltmusik
- Obeses – katalanische Pop-Rock-Band
- Odyn w Kanoe – ukrainische Indie-Rock-Band aus Lwiw
- One Direction – britische Boygroup
- Scheen Jazzorkester – norwegisches Jazz-Orchester
- Shallow Side – US-amerikanische Hard-Rock-/Alternative-Rock-/Alternative-Metal-Band aus Cullman, Alabama
- Staut – Folkrockband aus Bagn in Valdres
- Subcarpați – rumänische Hip-Hop-Band aus Bukarest
- The Dead Krazukies – französische Punk-Band
- The Oral Cigarettes – japanische Alternative-Rock-Band

### Auflösungen
- Zauberberg – Münchener Soul-Rock-Band

## Neuveröffentlichungen (Auswahl)

### Lieder und Kompositionen
| Lied                  | Text                                                                                   | Musik                                                                                  | Erstinterpret                | Label                                              | Veröffentlichung   | Genre                                | Album           | Weitere Informationen |
| --------------------- | -------------------------------------------------------------------------------------- | -------------------------------------------------------------------------------------- | ---------------------------- | -------------------------------------------------- | ------------------ | ------------------------------------ | --------------- | --------------------- |
| Airplanes             | B.o.B, Alex da Kid, Jeremy Dussolliet, Justin Franks, Tim Sommers                      | B.o.B, Alex da Kid, Jeremy Dussolliet, Justin Franks, Tim Sommers                      | B.o.B                        | Grand Hustle Records, Rebel Rock, Atlantic Records | 13. April 2010     | Alternative Hip-Hop                  |                 |                       |
| Baby                  | Terius Nash, Christopher Stewart, Justin Bieber, Christina Milian, Christopher Bridges | Terius Nash, Christopher Stewart, Justin Bieber, Christina Milian, Christopher Bridges | Justin Bieber feat. Ludacris | Island Records                                     | 18. Januar 2010    | Pop                                  | My World 2.0    |                       |
| Burning in the Skies  | Linkin Park                                                                            | Linkin Park                                                                            | Linkin Park                  | Warner Bros. Records                               | 10. September 2010 | Synth Rock, Alternative Rock         | A Thousand Suns |                       |
| Christmas Lights      | Guy Berryman, Jonny Buckland, Will Champion, Chris Martin                              | Guy Berryman, Jonny Buckland, Will Champion, Chris Martin                              | Coldplay                     | Parlophone                                         | 26. November 2010  | Alternative Rock                     |                 |                       |
| Dark Allies           | Shannon Funchess, Bruno Coviello Jr.                                                   | Shannon Funchess, Bruno Coviello Jr.                                                   | Light Asylum                 | Mexican Summer                                     | 2010               | Synthie-Pop, Dark Wave, Electroclash | In Tension (EP) |                       |
| (I Want To) Come Home | Paul McCartney                                                                         | Paul McCartney                                                                         | Paul McCartney               |                                                    | 1. März 2010       | Pop                                  |                 |                       |
| Impossible            | Arnthor Birgisson, Ina Wroldsen                                                        | Arnthor Birgisson, Ina Wroldsen                                                        | Shontelle                    | Street Records                                     | 9. Februar 2010    | Pop                                  | No Gravity      |                       |
| Real Love             | Rike Boomgaarden, Alexander Geringas, Bernd Klimpel, Charlie Mason                     | Rike Boomgaarden, Alexander Geringas, Bernd Klimpel, Charlie Mason                     | Sarah Connor                 | X-Cell Records                                     | 22. Oktober 2010   | Pop                                  | Real Love       |                       |
| This Is My Life       | Kristian Lagerström, Bobby Ljunggren                                                   | Kristian Lagerström, Bobby Ljunggren                                                   | Anna Bergendahl              | Lionheart International                            | Februar 2010       | Pop                                  |                 |                       |
| Zeig mir wie du tanzt | Alina Süggeler, Andreas Weizel                                                         | Alina Süggeler, Andreas Weizel                                                         | Frida Gold                   | Warner Music                                       | 15. Oktober 2010   | Dance-Pop                            | Juwel           |                       |

### Alben
| Album                                                 | Interpret                                                      | Label               | Veröffentlichung   | Genre                                         | Weitere Informationen |
| ----------------------------------------------------- | -------------------------------------------------------------- | ------------------- | ------------------ | --------------------------------------------- | --------------------- |
| 19 Standards (Quartet) 2003                           | Anthony Braxton                                                | Leo Records         | 2010               | Jazz                                          |                       |
| 20Ten                                                 | Prince                                                         | NPG Records         | 10. Juli 2010      | R&B, Elektronische Tanzmusik, Funk, Pop       |                       |
| Amnesia Brown                                         | Kirk Knuffke                                                   | Clean Feed Records  | 2010               | Jazz                                          |                       |
| Beyond Hell / Above Heaven                            | Volbeat                                                        | Vertigo Records     | 10. September 2010 | Metal                                         |                       |
| Chew Your Food                                        | Kirk Knuffke, Lisle Ellis und Kenny Wollesen                   | NoBusiness Records  | 1. November 2010   | Jazz                                          |                       |
| Coat of Arms                                          | Sabaton                                                        | Nuclear Blast       | 21. Mai 2010       | Power Metal, Heavy Metal                      |                       |
| Die 30 besten Spiel- und Bewegungslieder              | Simone Sommerland, Karsten Glück und die Kita-Frösche          | Lamp und Leute      | 25. August 2010    | Kinderlieder, Pop                             |                       |
| E pluribus unum                                       | Hal Galper                                                     | Origin Records      | 2010               | Jazz                                          |                       |
| Expedition Autarktis                                  | Bergthron                                                      | Selbstverlag        | 9. November 2010   | Pagan Metal, Black Metal, Neue Deutsche Härte |                       |
| Goosetalks                                            | Johannes Bauer, Peter Brötzmann und Mikołaj Trzaska            | Kilogram Records    | 10. Februar 2010   | Jazz, Neue Improvisationsmusik                |                       |
| Harvesting Semblances and Affinities                  | Steve Coleman and Five Elements                                | Pi Recordings       | 8. Juni 2010       | Jazz                                          |                       |
| Herzwerk                                              | Andreas Gabalier                                               | Koch Universal      | 23. Juli 2010      | Volkstümliche Musik                           |                       |
| In and Out of Love                                    | Jay Clayton                                                    | Sunnyside Records   | 18. August 2010    | Jazz                                          |                       |
| In War and Pieces                                     | Sodom                                                          | Steamhammer/SPV     | 19. November 2010  | Thrash Metal                                  |                       |
| Kein Ende in Sicht                                    | Konstantin Wecker, Hannes Wader                                | Sturm und Klang     | 16. Juli 2010      | Liedermacher                                  | Livealbum             |
| La Vase / Slikke                                      | Christine Abdelnour Sehnaoui und Sven-Åke Johansson            | SÅJ                 | 2010               | Neue Improvisationsmusik                      |                       |
| Live in Lisbon                                        | Peter Evans Quartet                                            | Clean Feed Records  | 2010               | Jazz                                          |                       |
| Live in Verona – Scratch My Back and Taking The Pulse | Peter Gabriel                                                  | Real World Records  | 26. September 2010 | Artrock, Progressive Rock, Pop, Worldbeat     | Videoalbum            |
| News? No News!                                        | The Ullmann/Swell 4                                            | Jazzwerkstatt       | 2010               | Jazz                                          |                       |
| Night Logic                                           | Marshall Allen / Matthew Shipp und Joe Morris                  | RogueArt            | 2010               | Jazz, Neue Improvisationsmusik                |                       |
| Nightmare                                             | Avenged Sevenfold                                              | Warner Bros         | 27. Juli 2010      | Heavy Metal, Hard Rock                        |                       |
| Quartet (Mestre) 2008                                 | Anthony Braxton                                                | Caligola Records    | 2010               | Jazz, Neue Improvisationsmusik                |                       |
| Safe Is Just a Shadow                                 | Ice Nine Kills                                                 | Red Blue            | 12. Juli 2010      | Metalcore, Post-Hardcore                      |                       |
| Scream                                                | Ozzy Osbourne                                                  | Epic Records        | 11. Juni 2010      | Heavy Metal                                   |                       |
| Searching for Adam                                    | Rodrigo Amado, Taylor Ho Bynum, John Hébert und Gerald Cleaver | Not Two Records     | 2010               | Jazz                                          |                       |
| Solo in Vilnius                                       | Howard Riley                                                   | NoBusiness Records  | 1. Dezember 2010   | Jazz                                          |                       |
| The Final Frontier                                    | Iron Maiden                                                    | EMI, Universal      | 13. August 2010    | Heavy Metal                                   |                       |
| The New York Sessions                                 | Bill Allred                                                    | Arbors Records      | 2010               | Jazz                                          |                       |
| The Seven Deadly Sins                                 | Joseph Daley                                                   | Jaro Medien         | 26. November 2010  | Jazz                                          |                       |
| The Wörld Is Yours                                    | Motörhead                                                      | Motörhead Music/EMI | Dezember 2010      | Heavy Metal                                   |                       |
| To the Moon                                           | Jean-Marc Foltz, Matt Turner und Bill Carrothers               | Ayler Records       | 2010               | Neue Improvisationsmusik                      |                       |
| While You Were Out                                    | Ned Rothenberg, Catherine Jauniaux und Barre Phillips          | Kadima Collective   | 2010               | Neue Improvisationsmusik                      |                       |
| Zwen                                                  | 257ers                                                         | Selfmade Records    | 11. November 2010  | Rap, Deutscher Hip-Hop                        |                       |

## Geboren

### Januar bis Juni
- 06. Juni: Zah1de, deutsche Rapperin und TikTokerin

## Gestorben

### Januar
- 01. Januar: Lhasa de Sela, US-amerikanisch-mexikanische Sängerin (* 1972)
- 02. Januar: Alexandru Ionitza, rumänischer Opernsänger (* 1948)
- 03. Januar: Hans-Dieter Lembens, deutscher Musiker (* 1933)
- 04. Januar: Tony Clarke, US-amerikanischer Rhythm-and-Blues- und Soul-Sänger (* 1940)
- 04. Januar: Sandro de América, argentinischer Sänger und Schauspieler (* 1945)
- 05. Januar: Franz Bartzsch, deutscher Komponist und Musiker (* 1947)
- 05. Januar: Willie Mitchell, US-amerikanischer Soul-, R&B-, Pop- und Funk-Musikproduzent und Arrangeur (* 1928)
- 06. Januar: Gigi Campi, italienisch-deutscher Jazz-Produzent, Architekt und Gastronom (* 1928)
- 06. Januar: John Dickie, österreichischer Sänger (* 1953)
- 06. Januar: Conrad Klemm, Schweizer Flötist (* 1925)
- 06. Januar: Ivan Medek, tschechischer Musiktheoretiker, Musikkritiker, Radiomoderator und Journalist (* 1925)
- 08. Januar: Otmar Suitner, österreichischer Konzert- und Operndirigent (* 1922)
- 09. Januar: Artur Beul, Schweizer Musiker (* 1915)
- 10. Januar: Dick Johnson, US-amerikanischer Jazz-Altsaxophonist (* 1925)
- 10. Januar: Mano Solo, französischer Sänger (* 1963)
- 11. Januar: Georgi Garanjan, russischer Jazz-Altsaxophonist, Bandleader und Komponist (* 1934)
- 12. Januar: Brian Damage, US-amerikanischer Musiker (* 1965)
- 12. Januar: Jimmy O, haitianischer Musiker (* 1974)
- 12. Januar: Henny van Voskuylen, niederländischer Musiker (* 1941)
- 12. Januar: Yabby You, jamaikanischer Reggae-Sänger und Produzent (* 1946)
- 13. Januar: Teddy Pendergrass, US-amerikanischer R&B-Sänger (* 1950)
- 13. Januar: Jay Reatard, US-amerikanischer Punk-Musiker (* 1980)
- 13. Januar: Gösta Rundqvist, schwedischer Jazzmusiker (Piano, Orgel, Vibraphon), Bandleader und Musikproduzent (* 1945)
- 13. Januar: Ed Thigpen, US-amerikanischer Jazzschlagzeuger (* 1930)
- 14. Januar: Bobby Charles, US-amerikanischer Sänger und Komponist (* 1938)
- 15. Januar: Jimmy Wyble, US-amerikanischer Jazzmusiker (* 1922)
- 16. Januar: Carl Smith, US-amerikanischer Countrysänger und Schauspieler (* 1927)
- 17. Januar: Maki Asakawa, japanische Sängerin, Songwriterin und Produzentin (* 1942)
- 18. Januar: Kate McGarrigle, kanadische Sängerin und Komponistin (* 1946)
- 20. Januar: Lynn Taitt, Gitarrist und Pionier des Rocksteady aus Trinidad und Tobago (* 1934)
- 22. Januar: Apache, US-amerikanischer Rapper (* 1964)
- 22. Januar: Surendran Reddy, südafrikanischer Komponist und Pianist (* 1962)
- 23. Januar: Earl Wild, US-amerikanischer Pianist, Komponist und Dirigent (* 1915)
- 24. Januar: Leopoldo Billings, venezolanischer Komponist, Dirigent und Musikpädagoge (* 1932)
- 25. Januar: Orlando Cole, US-amerikanischer Cellist und Musikpädagoge (* 1908)
- 25. Januar: Jane Jarvis, US-amerikanische Pianistin, Organistin, Arrangeurin und Komponistin (* 1915)
- 26. Januar: Jeff Johnson, US-amerikanischer Country- und Rockabilly-Musiker (* 1942)
- 26. Januar: Vanna Olivieri, französische Schlagersängerin und Schauspielerin (* 1924)
- 30. Januar: Simon Schott, deutscher Musiker und Autor (* 1917)
- 31. Januar: Pauly Fuemana, neuseeländischer Singer-Songwriter und Musiker (* 1969)

### Februar
- 02. Februar: Rosa Lobato Faria, portugiesische Schriftstellerin, Fernseh- und Filmschauspielerin und Liedtexterin (* 1932)
- 02. Februar: Nelly van Ree Bernard, niederländische Künstlerin, Musikerin und Musikwissenschaftlerin (* 1923)
- 03. Februar: Mario Lehner, deutscher Sänger (* 1950)
- 06. Februar: Kent Brinkley, US-amerikanischer Jazzmusiker (Kontrabass) (* 1949)
- 06. Februar: John Dankworth, britischer Jazz-Saxophonist (Alt), Klarinettist, Bigband-Leader und Komponist (* 1927)
- 06. Februar: Richard Delvy, US-amerikanischer Surfmusik-Schlagzeuger, Produzent und Musikverleger (* 1942)
- 06. Februar: Ernest van der Eyken, belgischer Komponist, Dirigent und Bratschist (* 1913)
- 06. Februar: Roger Guérin, französischer Jazz-Trompeter und Sänger (* 1926)
- 07. Februar: Karl De Karske, US-amerikanischer Jazz- und Studiomusiker (Bassposaune, Posaune) (* 1915)
- 09. Februar: Marek Bychawski, polnischer Jazzmusiker (Trompete, Komposition) (* 1954)
- 09. Februar: Bert Hendrix, polnisch-deutscher Schlagersänger (* 1932)
- 09. Februar: Malcolm Vaughan, britischer Popsänger und Schauspieler (* 1929)
- 10. Februar: Michel Perrault, kanadischer Komponist, Dirigent, Paukist und Musikpädagoge (* 1925)
- 11. Februar: Irina Konstantinowna Archipowa, sowjetisch-russische Opernsängerin (Mezzosopran, Alt) (* 1925)
- 12. Februar: Jake Hanna, US-amerikanischer Jazz-Schlagzeuger (Swing, Mainstream Jazz) (* 1931)
- 13. Februar: Dale Hawkins, US-amerikanischer Rock-’n’-Roll-Sänger und Gitarrist (* 1936)
- 13. Februar: Jamil Nasser, US-amerikanischer Jazz-Bassist (Modern Jazz) (* 1932)
- 13. Februar: Tom Saunders, US-amerikanischer Jazzmusiker (Kornett, Gesang) und Bandleader (* 1938)
- 14. Februar: Doug Fieger, US-amerikanischer Musiker und Komponist (* 1952)
- 14. Februar: Cy Grant, guyanischer Schauspieler, Sänger und Autor (* 1919)
- 15. Februar: Art Van Damme, US-amerikanischer Jazz-Akkordeonist (* 1920)
- 16. Februar: Willi Gohl, Schweizer Dirigent, Chorleiter und Komponist (* 1925)
- 17. Februar: Gabriel Clausi, argentinischer Bandoneonist, Bandleader, Tangokomponist und -dichter (* 1911)
- 17. Februar: Kathryn Grayson, US-amerikanische Schauspielerin und Sängerin (* 1922)
- 17. Februar: Ruby Hunter, australische Sängerin (* 1955)
- 17. Februar: Ines Paulke, deutsche Popmusikerin (* 1958)
- 18. Februar: Gloria Coleman, US-amerikanische Soul Jazz-Organistin, Pianistin, Komponistin, Bassistin und Sängerin (* 1931)
- 20. Februar: Josef Häusler, deutscher Musikpublizist und Rundfunkredakteur (* 1926)
- 22. Februar: Karola Ágai, ungarische Opernsängerin (Koloratursopran) (* 1927)
- 25. Februar: David Soyer, US-amerikanischer Cellist und Musikpädagoge (* 1923)
- 26. Februar: Bernard Coutaz, französischer Musikverleger (* 1922)
- 26. Februar: Nujabes, japanischer Hip-Hop-Musikproduzent (* 1974)
- 27. Februar: Larry Cassidy, britischer Musiker (* 1953)
- 27. Februar: Bobby Espinosa, US-amerikanischer Musiker (* 1949)
- 28. Februar: Clayton Love, US-amerikanischer Bluespianist (* 1927)
- 28. Februar: Tom Wolk, US-amerikanischer Bassist (* 1951)
- 28. Februar: Weslau Werschner, deutscher Operettensänger (Tenor) (* 1940)

### März
- 03. März: Wiktor Archipowitsch Luferow, russischer Musiker (* 1945)
- 04. März: Johnny Alf, brasilianischer Musiker (Piano, Gesang) und Komponist (* 1929)
- 04. März: Ron Banks, US-amerikanischer Musiker (* 1951)
- 04. März: Etta Cameron, dänische Jazz-, Gospel- und Blues-Sängerin (* 1939)
- 04. März: Amalie Christie, norwegische klassische Pianistin, Klavierpädagogin und Anthroposophin (* 1913)
- 04. März: Lolly Vegas, US-amerikanischer Musiker (* 1939)
- 04. März: Fred Wedlock, britischer Folkmusiker (* 1942)
- 04. März: Allan Wicks, britischer Organist (* 1923)
- 06. März: Mark Linkous, US-amerikanischer Musiker (* 1962)
- 07. März: Kurt Georg Knotzinger, österreichischer katholischer Priester und Kirchenmusiker (* 1928)
- 07. März: Tony Campise, US-amerikanischer Jazz-Altsaxophonist und Flötist (* 1943)
- 07. März: Jean Gabin Fanovonal, madegassischer Sänger und Komponist (* 1949)
- 07. März: Patrick Topaloff, französischer Sänger und Schauspieler (* 1944)
- 09. März: Werner Deinert, deutscher Musiker und Orchesterleiter (* 1931)
- 09. März: Aurel Manolache, rumänischer Komponist und Theaterdirektor (* 1931)
- 10. März: Micky Jones, walisischer Rockmusiker (* 1947)
- 10. März: Peter Van Wood, niederländischer Musiker und Astrologe (* 1927)
- 12. März: George Byrd, US-amerikanischer Dirigent (* 1926)
- 12. März: Lesley Duncan, britische Sängerin und Songschreiberin (* 1943)
- 12. März: Garry Sharpe-Young, britischer Musikjournalist (* 1964)
- 13. März: Jerry Adler, US-amerikanischer Musiker (Mundharmonika) (* 1918)
- 14. März: Konrad Ruhland, deutscher Musikhistoriker, Musikpädagoge, Dirigent und Musikherausgeber (* 1932)
- 15. März: Robert W. Mann, US-amerikanischer Komponist und Musikpädagoge (* 1925)
- 15. März: Steve Neil, US-amerikanischer Jazzmusiker (Bassgitarre, Kontrabass, Perkussion) (* 1953)
- 16. März: Ksenija Pajčin, serbische Musikerin und Tänzerin (* 1977)
- 17. März: Alex Chilton, US-amerikanischer Songwriter, Gitarrist, Sänger und Produzent (* 1950)
- 17. März: Ștefan Gheorghiu, rumänischer Geiger und Musikpädagoge (* 1926)
- 17. März: Ferenc László, rumänischer Musikwissenschaftler und Flötist (* 1937)
- 20. März: Erwin Lehn, deutscher Musiker und Orchesterleiter (* 1919)
- 20. März: Robert Pappert, deutscher Komponist, Organist und Dirigent (* 1930)
- 22. März: Diz Disley, kanadischer Jazzgitarrist und Cartoonist (* 1931)
- 22. März: Walentina Wassiljewna Tolkunowa, russische Sängerin (* 1946)
- 23. März: Pekka Loukiala, finnischer Sänger (* 1945)
- 23. März: Blanche Thebom, US-amerikanische Opernsängerin (Mezzosopran/Alt) (* 1915)
- 26. März: Alf Andersen, dänischer Opernsänger (Bassbariton) und Schauspieler (* 1928)
- 27. März: Peter Herbolzheimer, deutscher Jazz-Posaunist, Arrangeur, Komponist und Bandleader (* 1935)
- 27. März: Stanley Vann, britischer Komponist, Organist und Chorleiter (* 1910)
- 28. März: Herb Ellis, US-amerikanischer Jazz-Gitarrist (* 1921)
- 28. März: Fred K. Prieberg, deutscher Musikwissenschaftler (* 1928)
- 30. März: Nicola Arigliano, italienischer Pop- und Jazzsänger (* 1923)
- 30. März: John Bunch, US-amerikanischer Jazz-Pianist (* 1921)

### April
- 02. April: Roman Bannwart, Schweizer Musiker (* 1919)
- 02. April: Mike Zwerin, US-amerikanischer Jazzmusiker (Posaune, Bassposaune, Klavier) und Autor (* 1930)
- 03. April: Dušan Radić, jugoslawischer bzw. serbischer Komponist und Hochschullehrer (* 1930)
- 03. April: Jesús Vásquez, peruanische Sängerin (* 1920)
- 04. April: Sugar Lee Hooper, niederländische Sängerin und Entertainerin (* 1948)
- 07. April: Graciela Grillo Pérez, afro-kubanische Latin-Jazz-Sängerin (* 1915)
- 08. April: Malcolm McLaren, US-amerikanischer Jazz-Altsaxophonist und Flötist (* 1946)
- 08. April: Teddy Scholten, niederländische Sängerin (* 1926)
- 09. April: Kenneth McKellar, britischer Sänger (Tenor) (* 1927)
- 11. April: Julia Tsenova, bulgarische Komponistin, Pianistin und Musikpädagogin (* 1948)
- 12. April: Christian Hauschild, deutscher Chorleiter und Musikpädagoge (* 1940)
- 13. April: Steve Reid, US-amerikanischer Schlagzeuger (* 1944)
- 14. April: Joe Markowski, US-amerikanischer Musiker (* 1953)
- 14. April: Peter Steele, US-amerikanischer Musiker (* 1962)
- 17. April: Helmut Calgéer, deutscher Musiker, Musikpädagoge und Dirigent (* 1922)
- 18. April: Emilia Comișel, rumänische Musikethnologin (* 1913)
- 19. April: Manfred Angerer, österreichischer Musikwissenschaftler (* 1953)
- 19. April: Guru, US-amerikanischer Rapper (* 1961)
- 20. April: Johnny Scott, US-amerikanischer Sänger und Tenorsaxophonist (* um 1938)
- 22. April: Reinhold Hammerstein, deutscher Musikwissenschaftler (* 1915)
- 22. April: Gene Lees, kanadischer Journalist, Jazzautor, Liedtexter, Sänger und Musikkritiker (* 1928)
- 22. April: Burt Levy, US-amerikanischer Komponist und Musikpädagoge (* 1936)
- 22. April: Ann Vervoort, belgische Sängerin und Grafikdesignerin (* 1977)
- 23. April: Biu Roque, brasilianischer Sänger und Instrumentalist (* 1934)
- 23. April: Georgia Lee, australische Blues- und Jazzsängerin (* um 1921)
- 24. April: Bo Hansson, schwedischer Keyboarder und Komponist (* 1943)
- 24. April: Pepi Scherfler, österreichischer Musiker, Arrangeur und Komponist (* 1933)
- 25. April: Bill Holcombe, US-amerikanischer Komponist und Flötist (* 1924)
- 25. April: Susan Reed, US-amerikanische Folksängerin (* 1926)
- 26. April: Ljiljana Buttler, jugoslawische Sängerin (* 1944)
- 26. April: Willy Caron, niederländischer Opernsänger (Tenor) (* 1934)
- 27. April: Morris Pert, britischer Komponist und Schlagzeuger (* 1947)
- 28. April: Fritz Widmer, Schweizer Liedermacher, Schriftsteller und Lehrer (* 1938)
- 29. April: Johannes Fritsch, deutscher Komponist, Verleger, Studiobetreiber, Zeitschriftenherausgeber und Autor (* 1941)
- 29. April: Rudi Fuesers, deutscher Jazz-Posaunist (* 1928)
- 29. April: Luigi Trussardi, französischer Jazzmusiker (Kontrabass, Cello) (* 1938)
- 30. April: Franz Bauer-Theussl, österreichischer Dirigent (* 1928)
- 30. April: Elsa Rivas, argentinische Tangosängerin (* 1925)

### Mai
- 01. Mai: Rob McConnell, kanadischer Jazz-Posaunist, Komponist, Arrangeur (* 1935)
- 04. Mai: Brita Borg, schwedische Sängerin und Schauspielerin (* 1926)
- 04. Mai: Predrag Ivanović, jugoslawischer bzw. serbischer Jazz- und Unterhaltungsmusiker (Trompete, Gesang, Songwriting, Arrangement) und Filmschauspieler (* 1930)
- 05. Mai: Baek Seol-hee, südkoreanische Sängerin (* 1927)
- 05. Mai: Lucho Barrios, peruanischer Musiker und Sänger (* 1935)
- 05. Mai: Alfons Kontarsky, deutscher Pianist (* 1932)
- 05. Mai: Bob Mercer, US-amerikanischer Musikproduzent (* 1945)
- 05. Mai: Giulietta Simionato, italienische Opernsängerin (Mezzosopran, Alt) (* 1910)
- 07. Mai: Francisco Aguabella, afro-kubanischer Latin Jazz-Schlagzeuger und Perkussionist (* 1925)
- 07. Mai: Dave Fisher, US-amerikanischer Musiker (* 1940)
- 09. Mai: Lena Horne, US-amerikanische Sängerin und Schauspielerin (* 1917)
- 12. Mai: Joëlle van Noppen, niederländische Sängerin (* 1980)
- 14. Mai: Benno Kusche, deutscher Opernsänger (Bariton) (* 1916)
- 15. Mai: Diether de la Motte, deutscher Musiker, Komponist, Musiktheoretiker und Hochschullehrer (* 1928)

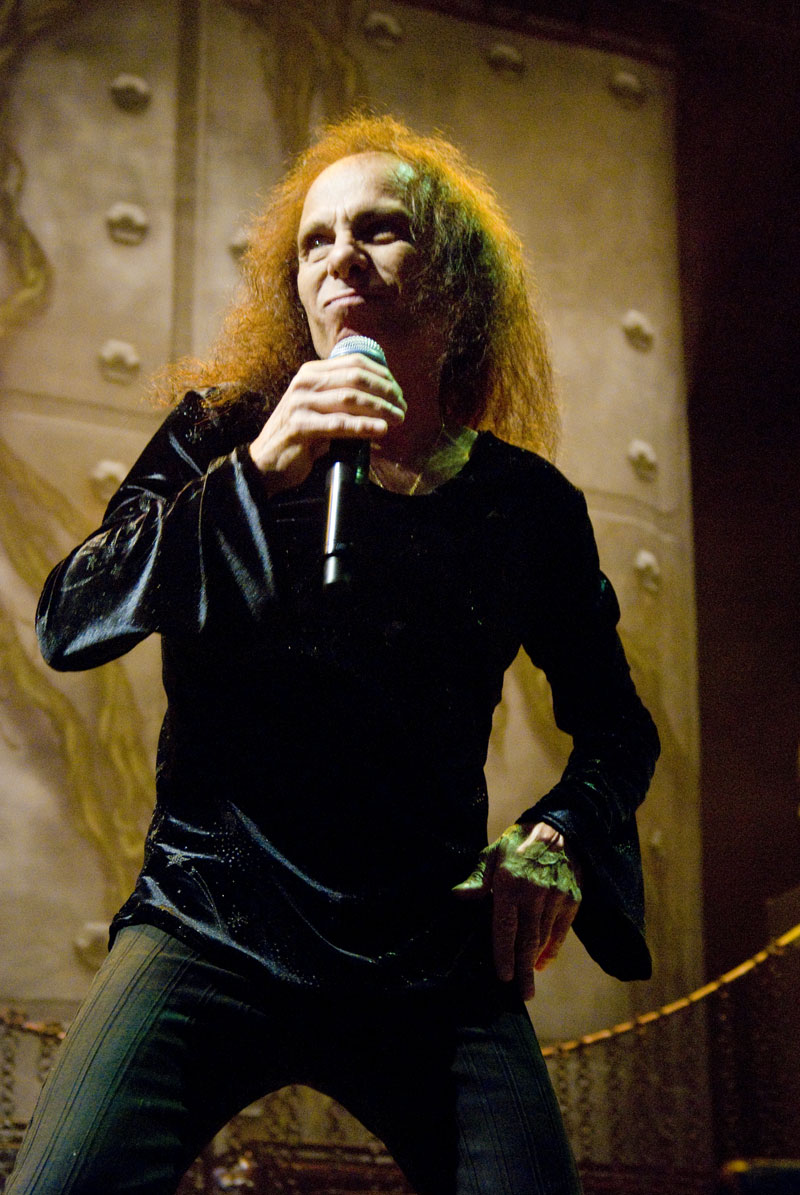
Ronnie James Dio; † 16. Mai

- 16. Mai: Ronnie James Dio, US-amerikanischer Hard-Rock- und Heavy-Metal-Sänger (* 1942)
- 16. Mai: Hank Jones, US-amerikanischer Jazz-Pianist (* 1918)
- 17. Mai: Bobbejaan, belgischer Musiker (* 1925)
- 17. Mai: Yvonne Loriod, französische Pianistin und Komponistin (* 1924)
- 18. Mai: Rudolf Mazzola, Schweizer Opernsänger und österreichischer Kammersänger (Bass) (* 1941)
- 18. Mai: Edgar Bateman, US-amerikanischer Jazz-Schlagzeuger (* 1929)
- 18. Mai: Larry Warrilow, US-amerikanischer Gitarrist und Arrangeur (* 1945)
- 19. Mai: Larry Dale, afroamerikanischer Bluessänger und Gitarrist (* 1923)
- 20. Mai: Bent Axen, dänischer Jazzpianist, Theater- und Filmkomponist (* 1925)
- 20. Mai: Gesang Martohartono, indonesischer Musiker und Komponist (* 1917)
- 21. Mai: Anna-Lena, schwedische Schlagersängerin (* 1944)
- 23. Mai: Andrea Bleuler, Schweizer Musikerin und Filmschaffende (* 1973)
- 23. Mai: Beaver Morrison, neuseeländische Rock- und Jazzsängerin (* 1950)
- 23. Mai: Markus Traber, Schweizer Liedermacher (* 1946)
- 24. Mai: Paul Gray, US-amerikanischer Nu-Metal-Bassist (* 1972)
- 24. Mai: Andy McCloud, US-amerikanischer Bassist, Komponist und Arrangeur (* 1948)
- 24. Mai: Anneliese Rothenberger, deutsche Opern- und Operettensängerin (lyrischer Sopran) (* 1924)
- 25. Mai: Helen Bonny, US-amerikanische Musiktherapeutin (* 1921)
- 25. Mai: Heinz Markus Göttsche, deutscher evangelischer Kirchenmusiker, Organist, Dirigent und Komponist (* 1922)
- 25. Mai: Siphiwo Ntshebe, südafrikanischer Opernsänger (Tenor) (* 1974)
- 27. Mai: Jackson Kaujeua, namibischer Musiker, Komponist und Gospel-Sänger (* 1953)
- 27. Mai: Talip Özkan, türkischer Sänger und Musiker (* 1939)
- 27. Mai: David Sanger, britischer Organist und Hochschullehrer (* 1947)
- 28. Mai: Slim Bryant, US-amerikanischer Country-Musiker (* 1908)
- 29. Mai: Dany Mann, deutsche Schlagersängerin, Jazzsängerin und Schauspielerin (* 1938)
- 29. Mai: Thomas Rolston, kanadischer Geiger, Dirigent und Musikpädagoge (* 1932)
- 29. Mai: Jochen Rose, deutscher Jazztrompeter (* 1941)
- 30. Mai: Kristian Bergheim, norwegischer Jazz-Tenorsaxophonist und Bandleader (* 1926)
- 30. Mai: Ali-Ollie Woodson, US-amerikanischer Soulsänger (* 1951)
- 31. Mai: Rubén Juárez, argentinischer Sänger, Bandoneonist und Komponist der Tangomusik (* 1947)
- 31. Mai: Benjamin Lees, US-amerikanischer Komponist (* 1924)

### Juni
- 02. Juni: Giuseppe Taddei, italienischer Opernsänger (Bariton) (* 1916)
- 05. Juni: Danny Bank, US-amerikanischer Jazz-Baritonsaxophonist, Klarinettist und Flötist (* 1922)
- 05. Juni: Arne Nordheim, norwegischer Komponist (* 1931)
- 05. Juni: Tony Peluso, US-amerikanischer Musiker und Musikproduzent (* 1950)
- 06. Juni: Jack Beeson, US-amerikanischer Komponist (* 1921)
- 06. Juni: Marvin Isley, US-amerikanischer Bassist (* 1953)
- 06. Juni: Dana Key, US-amerikanischer Musiker und Pastor (* 1953)
- 07. Juni: Stuart Cable, britischer Rockmusiker (* 1970)
- 07. Juni: Oliver N’Goma, gabunischer Sänger und Gitarrist (* 1959)
- 08. Juni: Porfi Jiménez, Komponist, Arrangeur und Bandleader (* 1928)
- 08. Juni: Crispian St. Peters, englischer Sänger (* 1939)
- 09. Juni: Paul Moer, US-amerikanischer Jazzpianist (* 1916)
- 09. Juni: Harold Ivory Williams, US-amerikanischer Gospel-, R&B- und Fusion-Musiker (Keyboard, Piano, Synthesizer) (* 1949)
- 10. Juni: Gene Conners, US-amerikanischer Jazz-Posaunist (* 1930)
- 11. Juni: Johnny Parker, britischer Jazzpianist (* 1929)
- 11. Juni: Jewgeni Tichonowitsch Raikow, russischer Opernsänger (Tenor) (* 1937)
- 11. Juni: Paul Reekie, britischer Schriftsteller und Musiker (* 1960)
- 12. Juni: Sigi Hoppe, deutscher Schlagersänger (* 1936)
- 12. Juni: Zdeněk Pulec, tschechischer Posaunist (* 1936)
- 13. Juni: Jimmy Dean, US-amerikanischer Country-Musiker, Schauspieler und Unternehmer (* 1928)
- 13. Juni: Ernest Fleischmann, deutsch-amerikanischer Impresario und Geschäftsführer des Los Angeles Philharmonic (* 1924)
- 14. Juni: Ken Brown, britischer Musiker (* 1940)
- 15. Juni: Heidi Kabel, deutsche Volksschauspielerin, Hörspielsprecherin und Sängerin (* 1914)
- 15. Juni: Wendell Logan, US-amerikanischer Jazz-Musiker (Klarinette, Sopransaxophon), Komponist und Hochschullehrer (* 1940)
- 15. Juni: Busi Mhlongo, südafrikanische Sängerin und Songwriterin (* 1947)
- 16. Juni: Bill Dixon, US-amerikanischer Trompeter und Pianist (* 1925)
- 16. Juni: Maureen Forrester, kanadische Opernsängerin (Alt) (* 1930)
- 16. Juni: Gary Shider, US-amerikanischer Musiker (* 1953)
- 18. Juni: Brian Grice, US-amerikanischer Jazz-, Blues- und Soul-Schlagzeuger (* 1956)
- 18. Juni: Aaron Dodd, US-amerikanischer Jazz-Tubist (* 1948)
- 19. Juni: Miguel Ángel Silva Rubio, peruanischer Musiker (* 1931)
- 19. Juni: Jay Wadenpfuhl, US-amerikanischer Hornist, Komponist und Hochschullehrer (* 1950)
- 21. Juni: Felix Michael Deichmann, deutscher Pianist und Hochschullehrer (* 1936)
- 21. Juni: Chris Sievey, englischer Musiker und Komiker (* 1955)
- 21. Juni: Tam White, schottischer Blues- und Jazz-Sänger (* 1942)
- 21. Juni: Larry Jon Wilson, US-amerikanischer Musiker, Sänger und Songwriter (* 1940)
- 23. Juni: Peter Quaife, britischer Musiker (* 1943)
- 24. Juni: Fred Anderson, US-amerikanischer Jazzmusiker (* 1929)
- 24. Juni: JoJo Billingsley, US-amerikanische Sängerin (* 1952)
- 24. Juni: Francis Dreyfus, französischer Musikagent, Musikproduzent und -verleger (* 1940)
- 24. Juni: Chuck Hedges, US-amerikanischer Musiker (Klarinette) (* 1932)
- 24. Juni: Alan Krueck, US-amerikanischer Musikwissenschaftler (* 1939)
- 24. Juni: Herta Talmar, österreichische Operettensängerin (Sopran) sowie Schauspielerin (* 1920)
- 25. Juni: Peter-Christoph Runge, deutscher Opernsänger (Bariton) (* 1933)
- 26. Juni: Benny Powell, US-amerikanischer Jazz-Posaunist (* 1930)
- 26. Juni: Sergio Vega, mexikanischer Narcocorrido-Sänger (* 1969)
- 27. Juni: Harold Cowart, US-amerikanischer Bassist und Musikproduzent (* 1944)
- 27. Juni: Edo Mulahalilović, jugoslawischer bzw. bosnischer Musiker (* 1964)
- 27. Juni: Rammellzee, US-amerikanischer Graffiti-Künstler und Hip-Hop-Musiker (* 1960)
- 28. Juni: Joya Sherrill, US-amerikanische Jazzsängerin, Schauspielerin und Moderatorin (* 1927)
- 29. Juni: Alf Carretta, britischer Musiker (* 1917)
- 29. Juni: Queen Jane, kenianische Sängerin (* 1964 oder 1965)
- 30. Juni: Xavier Elies i Gibert, katalanischer Liedermacher und Sänger (* 1941)
- 30. Juni: Josef Kern, österreichischer Volksmusiker (* 1933)
- 30. Juni: Harry Klein, britischer Jazz-Musiker (Klarinette, Altsaxophon) (* 1928)
- 30. Juni: Lolita, österreichische Schlagersängerin, Schauspielerin und Fernsehmoderatorin (* 1931)

### Juli
- 01. Juli: Lele, puerto-ricanischer Rapper (* 1986)
- 01. Juli: Lolita, österreichische Schlagersängerin, Schauspielerin und Fernsehmoderatorin (* 1931)
- 01. Juli: Ilene Woods, US-amerikanische Sängerin und Synchronsprecherin (* 1929)
- 03. Juli: David E. Chapman, US-amerikanischer Jazz-Musiker (Altsaxophon, Klarinette) und Musik-Gewerkschafter (* 1929)
- 03. Juli: Robert Moffat Palmer, US-amerikanischer Komponist und Musikpädagoge (* 1915)
- 04. Juli: Paul Fredricks, US-amerikanischer Jazztrompeter (* 1918)
- 04. Juli: Hwang Yau-tai, chinesischer Komponist, Pianist, Violinist und Musikpädagoge (* 1912)
- 04. Juli: Robert Politzer, österreichischer Jazzmusiker (Trompete, Bass, Tuba, Arrangement, Komposition) (* 1939)
- 05. Juli: Cesare Siepi, italienischer Opernsänger (Bassist) (* 1923)
- 06. Juli: Daniel Cho, US-amerikanischer Cellist (* 1977)
- 06. Juli: Harvey Fuqua, US-amerikanischer Doo-Wop-Sänger und Rhythm-and-Blues-Produzent (* 1929)
- 06. Juli: Simion Stanciu, rumänischer Panflötist und Komponist (* 1949)
- 07. Juli: Robbie Jansen, südafrikanischer Jazzmusiker (Altsaxophon, Flöte, Gesang) (* 1949)
- 09. Juli: Hermann Alexander Moeck, deutscher Musikwissenschaftler und Musikverleger (* 1922)
- 10. Juli: Sugar Minott, jamaikanischer Reggae-Sänger, -Musiker, -Produzent und Soundsystem-Betreiber (* 1956)
- 11. Juli: Walter Hawkins, US-amerikanischer Gospelsänger (* 1949)
- 12. Juli: Olga Guillot, kubanische Sängerin (* 1922)
- 12. Juli: Tuli Kupferberg, US-amerikanischer Beatnik-Poet, Autor, Cartoonist und Herausgeber (* 1923)
- 12. Juli: Paulo Moura, brasilianischer Klarinettist, Saxophonist und Komponist (* 1932)
- 14. Juli: Gene Ludwig, US-amerikanischer Jazz-Organist (* 1937)
- 14. Juli: Mădălina Manole, rumänische Sängerin (* 1967)
- 14. Juli: Valerie Watts, britische Fagottistin (* 1943)
- 15. Juli: Hank Cochran, US-amerikanischer Countrymusiker (* 1935)
- 15. Juli: Luo Pinchao, chinesischer Opernsänger (* 1912)
- 15. Juli: Yandé Codou Sène, senegalesische Sängerin (* 1932)
- 16. Juli: Carlos Torres Vila, argentinischer Sänger (* 1946)
- 17. Juli: Fred Carter Jr., US-amerikanischer Gitarrist (* 1933)
- 18. Juli: Chriss Tuxi, österreichischer DJ und Partyschlagersänger (* 1973)
- 21. Juli: Anthony Rolfe Johnson, britischer Opernsänger (Tenor) (* 1940)
- 22. Juli: Harry Beckett, britischer Trompeter und Flügelhornist (* 1935)
- 22. Juli: Phillip Walker, US-amerikanischer Bluessänger und Gitarrist (* 1937)
- 23. Juli: Jean Bikoko Aladin, kamerunischer Musiker (* 1939)
- 23. Juli: Willem Breuker, niederländischer Jazz-Klarinettist, -Saxofonist, -Komponist und -Bandleader (* 1944)
- 24. Juli: John Callahan, US-amerikanischer Cartoonist und Musiker (* 1951)
- 25. Juli: Manfred Schulze, deutscher Jazzmusiker (Baritonsaxophonist, Klarinettist) und Komponist (* 1934)
- 25. Juli: Fritz Trippel, Schweizer Jazzpianist und Bandleader (* 1937)
- 26. Juli: Bice, japanische Sängerin und Komponistin (* 1972)
- 26. Juli: Melvin Bliss, US-amerikanischer Sänger (* 1945)
- 26. Juli: Al Goodman, US-amerikanischer Sänger (* 1943)
- 26. Juli: Ben Keith, US-amerikanischer Rockmusiker und Musikproduzent (* 1937)
- 28. Juli: Chris Dagley, britischer Jazz-Schlagzeuger (* 1971)
- 28. Juli: Katarzyna Sobczyk, polnische Schlagersängerin (* 1945)
- 29. Juli: Martin Drew, englischer Jazzschlagzeuger (* 1944)
- 30. Juli: Otto Joachim, deutsch-kanadischer Komponist und Bratschist (* 1910)
- 30. Juli: Richard Lopez, US-amerikanischer Sänger (* 1938)
- 30. Juli: Stefka Sabotinowa, bulgarische Sängerin (* 1930)
- 31. Juli: Mitch Miller, US-amerikanischer Orchesterchef und klassischer Oboespieler (* 1911)
- 31. Juli: George Richey, US-amerikanischer Countrymusiker, Songwriter, Produzent und Manager (* 1935)

### August
- 02. August: Friedrich Beyer, österreichischer Jazzmusiker (Holzbläser, Pianist) und Radiomoderator (* 1929)
- 03. August: Bobby Hebb, US-amerikanischer Sänger und Songwriter (* 1938)
- 05. August: Armand Conrad, französischer Jazzmusiker (Tenorsaxophon, Klarinette) (* 1922)
- 06. August: Catfish Collins, US-amerikanischer Gitarrist (* 1943)
- 06. August: Christopher Dedrick, US-amerikanischer Musiker und Komponist (* 1947)
- 06. August: Clyde Kerr, US-amerikanischer Jazztrompeter und Musikpädagoge (* 1943)
- 06. August: Ernst Schön, österreichischer Musiker (Gesang, Trompete und Geige) (* 1907)
- 07. August: Egon Saßmannshaus, deutscher Violinist und Streichinstrumentpädagoge (* 1928)
- 08. August: Ted Kowalski, kanadischer Sänger (* 1931)
- 08. August: Jack Parnell, britischer Bandleader, Komponist und Jazzmusiker (* 1923)
- 09. August: Calvin Jones, US-amerikanischer Bluesmusiker (Bass) (* 1926)
- 09. August: Carla Martinis, österreichische Opernsängerin (Sopran) (* 1922)
- 09. August: Ezra Ngcukana, südafrikanischer Jazz-Saxophonist (* 1954)
- 10. August: Dana Dawson, US-amerikanische Sängerin, Songautorin und Schauspielerin (* 1974)
- 10. August: Bobby Paunetto, US-amerikanischer Jazz-Vibraphonist und Komponist (* 1944)
- 11. August: Gintautas Abarius, litauischer Pianist (* 1959)
- 11. August: Leon Breeden, US-amerikanischer Jazzmusiker (Saxophon, Klarinette, Arrangement, Komposition), Bigband-Leader und Hochschullehrer (* 1921)
- 11. August: Sebastian Gallinat, deutscher Bassist (* 1984)
- 12. August: Richard Hayward, US-amerikanischer Rock-Schlagzeuger (* 1946)
- 13. August: Craig Van Tilbury, US-amerikanischer Gitarrist und Schachspieler (* 1957)
- 14. August: Abbey Lincoln, US-amerikanische Jazzsängerin und Schauspielerin (* 1930)
- 15. August: Ahmad Alaadeen, US-amerikanischer Jazz-Saxophonist und Musikpädagoge (* 1934)
- 15. August: John Slaughter, britischer Bluesrock- und Jazz-Gitarrist (* 1944)
- 15. August: Robert Wilson, US-amerikanischer Bassist (* 1957)
- 16. August: Peter Toperczer, tschechischer Pianist und Hochschullehrer (* 1944)
- 18. August: Kenny Edwards, US-amerikanischer Bassist, Musikproduzent und Songwriter (* 1946)
- 19. August: Michael Been, US-amerikanischer Rockmusiker, Sänger, Songwriter, Bassist, Musikproduzent und Schauspieler (* 1950)
- 19. August: Dick Maloney, kanadischer Sänger (* 1933)
- 19. August: Jürgen E. Schmidt, deutsch-österreichischer Aufnahmeleiter und Musikproduzent (* 1937)
- 20. August: Leonid Brumberg, russischer Pianist (* 1925)
- 20. August: Charles Haddon, britischer Sänger (* 1988)
- 22. August: Conny Stuart, niederländische Sängerin, Schauspielerin, Kabarettistin und Musicaldarstellerin (* 1913)
- 23. August: Tito Burns, britischer Jazz-Akkordeonist, Bandleader und Promoter (* 1921)
- 23. August: Buddy Hughes, US-amerikanischer Bigband-Vokalist (* 1919)
- 23. August: Bill Phillips, US-amerikanischer Countrysänger (* 1936)
- 27. August: Diony José López, venezolanischer Liedermacher und Entertainer (* 1946)
- 27. August: Hans-Joachim Marx, deutscher Komponist und Dirigent (* 1923)
- 28. August: Heinz Both, deutscher Jazz- und Unterhaltungsmusiker (Akkordeon, Klarinette), Komponist, Arrangeur, Bandleader und Musikpädagoge (* 1924)
- 28. August: William P. Foster, US-amerikanischer Musiker, Bandleader und Musikpädagoge (* 1919)
- 29. August: Hans Ulrich Humpert, deutscher Komponist und Hörspielmacher (* 1940)
- 30. August: Marko Brešković, jugoslawischer Musiker (* 1942)
- 30. August: Bob Lenox, US-amerikanischer Pianist, Sänger und Songwriter (* 1944)
- 00. August: Wolodymyr Schabaltas, ukrainischer Jazzmusiker (Gitarre, Komposition) (* 1970)

### September
- 03. September: Mike Edwards, britischer Musiker (* 1948)
- 03. September: Noah Howard, US-amerikanischer Altsaxophonist (* 1943)
- 04. September: Rudolf Pellar, tschechoslowakischer Schauspieler, Sänger und Übersetzer (* 1923)
- 07. September: Horst Fuchs, deutscher Musikproduzent (* 1929)
- 08. September: Hadley Caliman, US-amerikanischer Jazz-Musiker (Tenorsaxophon, Flöte, Bassklarinette, Sopransaxophon) (* 1932)
- 08. September: Rich Cronin, US-amerikanischer Sänger und Songschreiber (* 1974)
- 08. September: Irwin Silber, US-amerikanischer Folkmusik-Aktivist (* 1925)
- 08. September: Bruce Sutherland, US-amerikanischer Pianist, Cembalist, Musikpädagoge und Komponist (* 1926)
- 10. September: Ted Power, deutscher Schlagersänger (* 1948)
- 11. September: Carlton Coleman, US-amerikanischer R&B-Sänger (* 1932)
- 12. September: Charles Ansbacher, US-amerikanischer Dirigent (* 1942)
- 12. September: Big John Russell, niederländischer Soulsänger (* 1943)
- 13. September: Jarosław Kukulski, polnischer Komponist (* 1944)
- 13. September: Anton Șuteu, rumänischer Komponist (* 1947)
- 13. September: Matthew Upsher, britischer Gitarrist (* 1979)
- 13. September: Gus Williams, australischer Aborigines-Führer und Countrysänger (* 1937)
- 14. September: Francisco Ribeiro, portugiesischer Musiker (* 1965)
- 14. September: Jorge Vidal, argentinischer Tangosänger und -komponist (* 1924)
- 15. September: Arrow, Soca-Musiker aus Montserrat (* 1949)
- 17. September: Christophe Bertrand, französischer Komponist (* 1981)
- 17. September: Wkitey Grant, US-amerikanischer Sänger und Gitarrist (* 1916)
- 18. September: Patrick Saint-Éloi, guadeloupischer Musiker und Sänger (* 1958)
- 19. September: Buddy Collette, US-amerikanischer Jazzmusiker (Tenorsaxophon, Flöte und Klarinette) (* 1921)
- 19. September: José Antonio Labordeta, spanischer Singer-Songwriter, Schriftsteller und Politiker (* 1935)
- 19. September: László Polgár, ungarischer Opernsänger (Bass) (* 1947)
- 19. September: Beto Satragni, uruguayischer Komponist und Bassist (* 1955)
- 19. September: Jörn W. Wilsing, deutscher Opernsänger (Bariton) (* 1940)
- 20. September: Fud Leclerc, belgischer Schlagersänger (* 1924)
- 21. September: Geoffrey Burgon, britischer Komponist von Ballett- und Filmmusik (* 1941)
- 21. September: Gilles Choir, französischer Musiker (* 1963)
- 21. September: Don Partridge, englischer Popsänger und Straßenmusiker (* 1941)
- 22. September: Eddie Fisher, US-amerikanischer Sänger und Entertainer (* 1928)
- 22. September: Angelina Quert Díaz, kubanische Pianistin, Pädagogin und Komponistin (* 1935)
- 23. September: Bernhard Rövenstrunck, deutscher Gitarrist, Organist, Oboist, Dirigent, Komponist und Hochschullehrer (* 1920)
- 24. September: Stanislav Apolin, tschechischer Cellist (* 1931)
- 24. September: Dick Griffey, US-amerikanischer Musikproduzent (* 1938)
- 24. September: Josef Sinz, deutscher Sänger und Hochschullehrer (* 1936)
- 27. September: Hans Häußler, deutscher Boxer, Journalist, Maler, Musiker, Kabarettist, Regisseur und Hörspielautor (* 1931)
- 27. September: Buddy Morrow, US-amerikanischer Jazz-Posaunist und Bigband-Leader (* 1919)
- 27. September: Ed Wiley Jr., 	US-amerikanischer Jazz-Saxophonist (* 1930)
- 29. September: Mamoutou Camara, malischer Musiker und Sänger (* 1960)
- 29. September: Vojislav Kostić, jugoslawischer Filmkomponist (* 1931)
- 30. September: Oscar Avogadro, italienischer Liedtexter und Drehbuchautor (* 1951)
- 30. September: Ernst Gerber, Schweizer Jazzmusiker (Tenorsaxophon, Klarinette) (* 1941)
- 30. September: Theodor Hlouschek, deutscher Komponist (* 1923)

### Oktober
- 01. Oktober: Hama Jaza, kurdischer Sänger (* 1949)
- 02. Oktober: Trevor Fleming, nordirischer Gitarrist (* unbekannt)
- 02. Oktober: Arthur Jarvinen, US-amerikanischer Perkussionist, Bassist und Komponist (* 1956)
- 02. Oktober: Kjell Westling, schwedischer Musiker und Komponist (* 1943)
- 03. Oktober: Aníbal Arias, argentinischer Gitarrist (* 1922)
- 03. Oktober: Campbell Scotty Hood, US-amerikanischer Jazz-Bassist (* 1934)
- 03. Oktober: Eddie Platt, US-amerikanischer Saxophonist (* 1921)
- 03. Oktober: Steve Richko, US-amerikanischer Jazz-Pianist (* 1977)
- 03. Oktober: Ed Wilson, brasilianischer Sänger (* 1945)
- 05. Oktober: Jack Berntsen, norwegischer Philologe und Sänger (* 1940)
- 05. Oktober: Steve Lee, Schweizer Hard-Rock-Sänger (* 1963)
- 05. Oktober: Peter Meisel, deutscher Musikverleger und -produzent (* 1935)
- 05. Oktober: William Shakespeare, australischer Musiker (* 1948)
- 06. Oktober: Serge Ermoll, australischer Jazzpianist (* 1943)
- 06. Oktober: Antonie Kamerling, niederländischer Schauspieler und Sänger (* 1966)
- 06. Oktober: Colette Renard, französische Chansonsängerin und Schauspielerin (* 1924)
- 07. Oktober: T Lavitz, US-amerikanischer Musiker, Komponist und Produzent (* 1956)
- 07. Oktober: Ian Morris, neuseeländischer Pop-Rock-Gitarrist, Sänger und Musikproduzent (* 1957)
- 07. Oktober: Willem Vogel, niederländischer Musiker und Komponist (* 1920)
- 08. Oktober: Reggie Leon Battise, US-amerikanischer Musiker (* 1955)
- 08. Oktober: Gilberto Cueva Fernández, peruanischer Musiker (* 1926)
- 08. Oktober: Reg King, britischer Sänger (* 1945)
- 08. Oktober: Neil Richardson, britischer Komponist (* 1930)
- 08. Oktober: Albertina Walker, US-amerikanische Sängerin (* 1929)
- 09. Oktober: Christoph Hohlfeld, deutscher Musiktheoretiker und Komponist (* 1922)
- 10. Oktober: Reinhold Brinkmann, deutscher Musikwissenschaftler (* 1934)
- 10. Oktober: Solomon Burke, US-amerikanischer Soul- und Rhythm-and-Blues-Sänger (* 1940)
- 10. Oktober: Luis Oliva Moreno, peruanischer Sänger (* 1941)
- 10. Oktober: Rex Rabanye, südafrikanischer Musiker (* 1944)
- 10. Oktober: Joan Sutherland, australische Opernsängerin (Sopran) (* 1926)
- 11. Oktober: Jérôme Dahan, französischer Komponist (* 1962)
- 13. Oktober: Gérard Berliner, französischer Musiker (* 1956)
- 13. Oktober: Huddy 6, US-amerikanischer Rapper (* 1977)
- 13. Oktober: General Norman Johnson, US-amerikanischer Soul-Sänger (* 1941)
- 13. Oktober: Hans Martini, kanadischer Jazzmusiker und Bandleader (* 1937)
- 13. Oktober: Marzieh, iranische Sängerin (* 1924)
- 14. Oktober: Thomas Fuchsberger, deutscher Musiker, Komponist, Regisseur, Fotograf und Autor (* 1957)
- 15. Oktober: Alfonso Benecio Agudelo Domínguez, kolumbianischer Musiker (* 1950)
- 15. Oktober: Vera Rózsa, ungarisch-britische Sängerin (Mezzosopran) und Gesangspädagogin (* 1917)
- 16. Oktober: Eyedea, US-amerikanischer Freestyle‐ und Undergroundrapper (* 1981)
- 16. Oktober: Paulo Gilvan, brasilianischer Musiker (* 1929)
- 17. Oktober: Philippe Jolly, französischer Musiker (* 1955)
- 17. Oktober: Dennis Taylor, US-amerikanischer Saxophonist (* 1953)
- 18. Oktober: Marion Brown, US-amerikanischer Jazzmusiker (Altsaxophon, Komposition), Autor und Musikwissenschaftler (* 1931)
- 18. Oktober: Remo Germani, italienischer Sänger (* 1938)
- 18. Oktober: Jack Lemaire, US-amerikanischer Schauspieler, Jazzgitarrist, Sänger und Komiker (* 1911)
- 19. Oktober: Bino, italienischer Schlagersänger (* 1953)
- 19. Oktober: Pieter Dolk, niederländischer Musiker (* 1916)
- 19. Oktober: Roland Zaninetti, französischer Musiker (* 1936)
- 20. Oktober: Harvey Phillips, US-amerikanischer Musiker (Tuba) (* 1929)
- 20. Oktober: Ari Up, britische Musikerin (* 1962)
- 21. Oktober: Uccio Aloisi, italienischer Sänger (* 1928)
- 21. Oktober: Zwaantje van de Belt, niederländische Musikerin (* 1945)
- 21. Oktober: José Carbajal, uruguayischer Sänger, Komponist und Gitarrist (* 1943)
- 21. Oktober: Chris Smildiger, niederländischer Leichtathlet und Jazzmusiker (Kontrabass, Piano, Klarinette) (* 1929)
- 22. Oktober: Denis Simpson, kanadischer Sänger und Schauspieler (* 1950)
- 23. Oktober: Antonio Pérez Meza, mexikanischer Musiker (* unbekannt)
- 24. Oktober: Keti Chomata, griechische Sängerin (* 1946)
- 24. Oktober: Linda Hargrove, US-amerikanische Sängerin (* 1949)
- 24. Oktober: Chanifa Muchiddinowna Mawljanowa, sowjetische bzw. tadschikische Sopranistin und Musikpädagogin (* 1924)
- 24. Oktober: David Stahl, US-amerikanischer Dirigent (* 1949)
- 24. Oktober: Yngve Jan Trede, deutsch-dänischer Komponist, Cembalist und Pianist (* 1933)
- 25. Oktober: Gregory Isaacs, jamaikanischer Reggae-Sänger (* 1951)
- 26. Oktober: James Phelps, US-amerikanischer Sänger (* 1932)
- 27. Oktober: Pierre Boutet, kanadischer Sänger (* 1925)
- 28. Oktober: Jack Brokensha, australischer Jazz-Musiker (Vibraphon, Schlagzeug), Arrangeur und Komponist (* 1926)
- 28. Oktober: Walter Payton, US-amerikanischer Jazz-Musiker (Bass, Tuba), Bandleader und Musikpädagoge (* 1942)
- 28. Oktober: John E. Sekula, US-amerikanischer Gitarrist (* 1969)
- 31. Oktober: Evelyn Baghcheban, türkisch-iranische Opernsängerin (Mezzosopran) und Musikdozentin (* 1928)
- 31. Oktober: Moncho Miérez, argentinischer Musiker (* 1942)

### November
- 02. November: Rudolf Borissowitsch Barschai, russischer Dirigent und Bratschist (* 1924)
- 02. November: Jerry Bock, US-amerikanischer Komponist (* 1928)
- 02. November: Jim Clench, kanadischer Musiker (* 1949)
- 02. November: Eddie Hazell, US-amerikanischer Jazz-Gitarrist und -Sänger (* 1934)
- 03. November: Rubén Basoalto, argentinischer Musiker (* 1947)
- 03. November: Hotep Idris Galeta, südafrikanischer Jazzpianist, Musikpädagoge und Komponist (* 1941)
- 03. November: Sonia Pottinger, jamaikanische Reggae-Musikproduzentin (* 1931)
- 04. November: Volker Ebers, deutscher Kirchenmusiker (* 1935)
- 04. November: James Freud, australischer Musiker (* 1959)
- 04. November: Michelle Nicastro, US-amerikanische Filmschauspielerin und Musicaldarstellerin (* 1960)
- 04. November: Rudy Regalado, venezolanischer Musiker (* 1943)
- 05. November: Randy Miller, US-amerikanischer Musiker (* 1971)
- 05. November: Sid Simmons, US-amerikanischer Jazzpianist und Komponist (* 1946)
- 05. November: Shirley Verrett, US-amerikanische Opernsängerin (Mezzosopran und Dramatischer Sopran) (* 1931)
- 06. November: Miguel Amed, argentinischer Schauspieler und Sänger (* 1956)
- 06. November: Theo Hirsbrunner, Schweizer Musikwissenschaftler und Geiger (* 1931)
- 06. November: Djilali Rezkellah, algerischer Raï-Sänger (* 1961)
- 10. November: Lee Harper, US-amerikanischer Jazz-Trompeter (* 1945)
- 10. November: Rudy Reunes, belgischer Jazz-Trompeter (* 1967)
- 10. November: Tony West, britischer Musiker (* 1938)
- 12. November: Henryk Mikołaj Górecki, polnischer Komponist (* 1933)
- 13. November: Roberto Michelucci, italienischer Violinist (* 1922)
- 13. November: Miloš Petrović, serbischer Musiker und Hochschullehrer (* 1942)
- 14. November: Takashi Ochi, deutsch-japanischer Mandolinist und Instrumentalpädagoge (Gitarre, Mandoline) (* 1934)
- 15. November: Wang Bei, chinesische Sängerin (* 1986)
- 15. November: Aubert Lemeland, französischer Komponist und Schriftsteller (* 1932)
- 15. November: Hubert Meister, deutscher klassischer Organist, Musikwissenschaftler und Hochschullehrer (* 1938)
- 15. November: Roberto Pregadio, italienischer Filmkomponist, Musiker und Dirigent (* 1928)
- 15. November: Jacques Stroumsa, griechischer, später französischer und israelischer Techniker, Musiker und Holocaust-Überlebender (* 1913)
- 16. November: Mimi Perrin, französische Jazzmusikerin (Gesang, Piano, Arrangement) (* 1926)
- 17. November: Wilhelm Kaiser-Lindemann, deutscher zeitgenössischer Komponist und Hornist (* 1940)
- 17. November: Harry Whitaker, US-amerikanischer Fusion- und Jazzpianist, Keyboarder und Komponist (* 1942)
- 18. November: Hans Tischler, US-amerikanischer Musikwissenschaftler und Komponist (* 1915)
- 19. November: 75 Cents, kroatischer Rapper (* 1933)
- 19. November: June Gardner, US-amerikanischer Schlagzeuger, Komponist und Bandleader (* 1930)
- 20. November: Roxana Briban, rumänische Opernsängerin (Sopran) (* 1971)
- 20. November: Annlies Schmidt-de Neveu, deutsche Cellistin und Hochschullehrerin (* 1915)
- 20. November: Little Smokey Smothers, US-amerikanischer Blues-Gitarrist und Sänger (* 1939)
- 21. November: Almeida Prado, brasilianischer Komponist und Pianist (* 1943)
- 22. November: Jun Fukamachi, japanischer Fusion-Musiker, Komponist, Keyboard- und Synthesizerspieler (* 1946)
- 23. November: James Tyler, US-amerikanischer Musiker und Musikwissenschaftler (* 1940)
- 24. November: Peter Christopherson, britischer Musiker, Musikvideo-Regisseur und Fotograf (* 1955)
- 25. November: Winfried Berger, deutscher Kirchenmusiker (* 1954)
- 25. November: Ann Southam, kanadische Komponistin (* 1937)
- 26. November: John Evers, österreichischer Jazztrompeter, Sänger, Autor und Radiomoderator (* 1939)
- 26. November: Maria Hellwig, deutsche Sängerin volkstümlicher Musik, Moderatorin und Unterhaltungskünstlerin (* 1920)
- 26. November: Mathou, deutscher Songschreiber und Sänger (* 1950)
- 26. November: Fritz Muschler, deutscher Komponist (* 1945)
- 26. November: Mario Pacheco, spanischer Fotograf und Musikproduzent (* 1950)
- 29. November: Irena Anders, ukrainisch-polnische Bühnenschauspielerin und Sängerin (* 1920)
- 29. November: John Gerrish, US-amerikanischer Komponist (* 1910)
- 29. November: Peter Hofmann, deutscher Opernsänger (Tenor) und Rockmusiker (* 1944)
- 29. November: Roy Kirby, britischer Jazzmusiker und Bandleader (* 1942)
- 30. November: Monty Sunshine, britischer Klarinettist und Bandleader (* 1928)

### Dezember
- 03. Dezember: Amit Golan, israelischer Jazz-Pianist und -Lehrer (* 1964)
- 03. Dezember: Edwin Nievergelt, Schweizer Musikwissenschafter, Organist und Kantor (* 1917)
- 03. Dezember: Catherine Potter, kanadische Flötistin und Komponistin (* 1957)
- 05. Dezember: Donald Lineberger, US-amerikanischer Musiker (* 1939)
- 06. Dezember: Hugues Cuénod, Schweizer Opernsänger (Tenor) (* 1902)
- 07. Dezember: Kari Tapio, finnischer Schlagersänger (* 1945)
- 08. Dezember: Ron Artis, US-amerikanischer Maler und Musiker (* 1949)
- 08. Dezember: Wolfram Menschick, deutscher Kirchenmusiker, Professor für liturgisches Orgelspiel und Komponist von Kirchenmusik (* 1937)
- 08. Dezember: Jiří Strejc, tschechischer Komponist, Organist, Chorleiter und Musikpädagoge (* 1932)
- 08. Dezember: Trev Thoms, britischer Musiker (* 1950)
- 08. Dezember: Bobby Woods, US-amerikanischer Musiker (* 1951)
- 09. Dezember: James Moody, US-amerikanischer Jazzmusiker (Tenor- und Altsaxophon, Flöte, Gesang), Komponist und Bandleader (* 1925)
- 09. Dezember: Tony Schilder, südafrikanischer Jazzpianist, Bandleader und Komponist (* 1937)
- 09. Dezember: Boris Iwanowitsch Tischtschenko, russischer Komponist (* 1939)
- 10. Dezember: Juanita Bramlette, US-amerikanische Jazzsängerin (* 1923)
- 10. Dezember: Sherrill Nielsen, US-amerikanischer Sänger (* 1942)
- 10. Dezember: George Pickow, US-amerikanischer Fotograf, Filmemacher und Musikproduzent (* 1922)
- 11. Dezember: Herrad Wehrung, deutsche Sopranistin (* 1925)
- 12. Dezember: Jacob Lateiner, US-amerikanischer Pianist (* 1928)
- 13. Dezember: Tony Castillo, singapurischer Kinderdarsteller, Jazztrompeter, Bandleader und Musikfunktionär (* 1946)
- 13. Dezember: Enrique Morente, spanischer Flamencosänger und Komponist (* 1942)
- 13. Dezember: Remmy Ongala, tansanischer Musiker und Sänger (* 1947)
- 13. Dezember: Woolly Wolstenholme, britischer Musiker (* 1947)
- 14. Dezember: Richard Lee Sisco Jr., US-amerikanischer Saxophonist (* 1960)
- 15. Dezember: Hilde Rössel-Majdan, österreichische Opernsängerin (Alt) (* 1921)
- 16. Dezember: Karen Tuttle, US-amerikanische Bratschistin und Musikpädagogin (* 1920)
- 17. Dezember: Glen Adams, jamaikanischer Musiker und Musikproduzent (* 1945)
- 17. Dezember: Captain Beefheart, US-amerikanischen Autor, Dichter, Komponisten und Musiker experimenteller Rock- und Bluesmusik sowie Maler (* 1941)
- 17. Dezember: Lina Romay, US-amerikanische Sängerin und Schauspielerin (* 1919)
- 19. Dezember: Harold Blanchard, US-amerikanischer Pianist, Arrangeur, Komponist und Hochschullehrer, (* 1930)
- 19. Dezember: Trudy Pitts, US-amerikanische Jazz-Organistin und -Pianistin (* 1933)
- 20. Dezember: Magnolia Shorty, US-amerikanische Rapperin (* 1982)
- 21. Dezember: Marcia Lewis, US-amerikanische Schauspielerin und Sängerin (* 1938)
- 21. Dezember: Jack Tracy, US-amerikanischer Musikredakteur, Autor und Musikproduzent (* 1926)
- 24. Dezember: Ricardo "Tarragona", spanischer Perkussionist (* 1964)
- 24. Dezember: Myrna Smith, US-amerikanische Sängerin und Songwriterin (* 1941)
- 24. Dezember: Eino Tamberg, estnischer Komponist (* 1930)
- 25. Dezember: Karel Hron, tschechischer Organist und Musikpädagoge (* 1927)
- 25. Dezember: Dorothy Jones, US-amerikanische Sängerin (* 1934)
- 26. Dezember: Teena Marie, US-amerikanische R&B- und Soul-Sängerin, Gitarristin, Komponistin und Produzentin (* 1956)
- 26. Dezember: Bernard Wilson, US-amerikanischer Sänger (* 1946)
- 27. Dezember: Bill Maddox, US-amerikanischer Jazzrock-Schlagzeuger, Gitarrist und Sänger (* 1953)
- 27. Dezember: Rory Thomas, australischer Jazztrompeter (* 1942)
- 28. Dezember: Hermann Josef Busch, deutscher Musikwissenschaftler und Hochschullehrer (* 1943)
- 28. Dezember: Wili Kawaldschiew, bulgarischer Rocksänger (* 1945)
- 28. Dezember: Gene Kelton, US-amerikanischer Musiker, Sänger und Songwriter (* 1953)
- 28. Dezember: Billy Taylor, US-amerikanischer Jazz-Pianist, TV- und Radio-Präsentator von Jazzmusik sowie Hochschullehrer und Komponist (* 1921)
- 28. Dezember: Agathe von Trapp, österreichische Sängerin (* 1913)
- 29. Dezember: Mondine Garcia, französischer Jazzgitarrist (* 1936)
- 30. Dezember: Bobby Farrell, niederländischer Tänzer und Sänger (* 1949)
- 30. Dezember: Thomas Funck, schwedischer Hörspiel- und Kinderbuchautor, Synchronsprecher, Musiker und Drehbuchautor (* 1919)
- 30. Dezember: Franz Müller-Heuser, deutscher Konzertsänger und Musikhochschulprofessor (* 1932)
- 30. Dezember: Nick Santo, US-amerikanischer Sänger (* 1941)
- 31. Dezember: Frans Poptie, niederländischer Jazz- und Unterhaltungsmusiker (Geige, Klarinette, Arrangements, Songwriting) und Orchesterleiter (* 1918)